# Upper Niumi
Upper Niumi (Schreibvariante: Upper Nuimi) ist einer von 35 Distrikten – der zweithöchsten Ebene der Verwaltungsgliederung – im westafrikanischen Staat Gambia. Es ist einer von sechs Distrikten in der North Bank Region.
Nach einer Berechnung von 2013 leben dort etwa 26.786 Einwohner, das Ergebnis der letzten veröffentlichten Volkszählung von 2003 betrug 24.940.

## Geschichte
Der Name ist von Niumi abgeleitet, einem ehemaligen kleinen Reich.
1977 wurde der Distrikt Niumi aufgeteilt, womit die heutigen Distrikte Upper und Lower Niumi entstanden.

## Ortschaften
Die zehn größten Orte sind:
- Fass Chaho, 2635
- Albreda, 1726
- Tuba Kolong, 1547
- Chilla, 1316
- Pakau Njoku, 1210
- Medina Sedia, 1159
- Lamin, 1106
- Aljamdu, 1069
- Sika, 1069
- Jurunku, 985

Ein kleinerer Ort ist Juffure mit 406 Einwohnern, das im Zusammenhang mit Alex Haleys Roman Roots bekannt wurde.

## Bevölkerung
Nach einer Erhebung von 1993 (damalige Volkszählung) stellt die größte Bevölkerungsgruppe die der Mandinka mit einem Anteil von rund vier Zehnteln, gefolgt von den Wolof und den Fulbe. Die Verteilung im Detail: 39,2 % Mandinka, 18,4 % Fula, 30,8 % Wolof, 1,6 % Jola, 0,6 % Serahule, 4,0 % Serer, 0 % Aku, 3,0 % Manjago, 1,5 % Bambara und 1 % andere Ethnien.